# Un fantasma per amico (film 1990)
Un fantasma per amico è un film del 1990 con Denzel Washington e Bob Hoskins.

## Trama
Jack Moony è un sergente della buoncostume della polizia di Los Angeles, di razza bianca, con tendenze bigotte, atteggiamenti rozzi e marcatamente razzisti, che conduce uno stile di vita poco sano, mangiando cibi ad alto contenuto di grassi, bevendo superalcolici e fumando molte sigarette. 
Napoleon Stone è invece un avvocato afroamericano di bella presenza, che veste sempre elegante, difende prostitute di lusso (tra cui una certa Crystal Gerrity) e al contrario di Moony conduce uno stile di vita sano. 
Moony è innamorato di Crystal, che ha vissuto con lui per un certo periodo durante il quale è stata lontana dalla prostituzione, e odia Stone perché Crystal l’ha lasciato per lui, oltre al fatto che è una persona di colore.
L’attività di prostituta di Crystal e della sua amica Peisha è gestita da un certo John Graham, un boss della droga e della prostituzione che organizza incontri tra prostitute e gente importante dell’alta società.
Una notte Crystal e Peisha si trovano ad un’orgia con un politico importante, il senatore della California James Marquand, promotore peraltro di una legge contro la droga, che durante l’orgia muore sotto gli occhi delle due per un’overdose di droga assunta mentre stava a letto con le ragazze. Durante la notte, Crystal aveva scattato una serie di fotografie, tra cui alcune del senatore quando questo era appena morto. 
Poco dopo giunge sul posto Graham, porta via le ragazze e d'accordo con gli scagnozzi del senatore nasconde tutte le prove circa l’uso della droga da parte del politico, facendo passare il decesso per una crisi cardiaca e assicurando il silenzio da parte delle ragazze.
La stessa sera, Stone va a prendere Crystal e Peisha, ancora all’oscuro di quanto era accaduto la notte con il senatore. Moony, durante un'operazione di polizia assieme ai colleghi Harry e Dillnick, incrocia la macchina di Stone e ingaggia un inseguimento a tutto gas per le strade di Los Angeles, convinto che Stone traffichi in droga e nel tentativo così di incastrarlo. 
Bloccato dal traffico, Stone esce di corsa dalla propria auto portando con se la borsetta di Peisha con all'interno della droga, intenzionato a farla sparire per non passare guai e non rovinare la sua reputazione da avvocato. Entrato in un club privato senza dare nell'occhio, grazie al suo abbigliamento distinto, e dopo essersi sbarazzato della droga, Stone viene raggiunto da Moony, che oltre ad offenderlo con insulti razzisti lo colpisce ai testicoli in maniera del tutto gratuita.
Rientrato al distretto di polizia, in cui vengono portati anche Stone e le due ragazze, Moony viene sospeso dal servizio dal capitano Wendt, con il quale non ha mai avuto buoni rapporti in quanto lo stesso capitano è di colore. Moony incontra Crystal nel distretto, che prima di andare via consegna il rullino con le foto scattate a Moony, sicura che lo stesso non le avrebbe fatte stampare: Moony, infatti, è solito conservare tutti i rullini delle foto fatte in una vaschetta per pesci senza mai farli sviluppare.
Al termine della movimentata serata, poco dopo essere rientrato in casa, Moony ha un infarto, riuscendo in extremis a chiamare il 911, mentre Stone muore misteriosamente in un incidente stradale. 
In ospedale Moony arriva in condizioni critiche e deve subire un trapianto di cuore al più presto per aver salva la vita. Sembra la fine per lui, ma il caso vuole che Stone, portato nello stesso ospedale, avesse espresso la volontà di donare gli organi in caso di morte, per cui Moony ha salva la vita con il cuore di Stone. Da questo momento in poi i due sono indissolubilmente legati tra loro. 
Dopo l’intervento al cuore, Moony viene reintegrato nella polizia ma relegato a svolgere unicamente attività di ufficio, senza quindi poter più fare attività in esterno e vedendo così svanito il suo obiettivo di diventare ispettore. Di Crystal invece si sono perse le tracce.
Nonostante il cuore nuovo, Moony sembra non voler rinunciare alle sue cattive abitudini di vita malsana, e mentre sta per addentare un cheesburger in un fast food, Stone si rivela a Moony sotto forma di fantasma, ma può essere visto e può interagire fisicamente solo con Moony. Nonostante lo shock iniziale, Moony finirà per dover accettare la presenza di Stone, non senza alterchi e litigi, con atteggiamenti che insospettiscono anche il capitano Wendt, tanto da chiedere ad Harry (diventato nel frattempo ispettore) di pedinare Moony e di tenerlo informato sulle sue mosse.
In quel frangente, Stone rivela a Moony che in realtà la sua morte non è stata provocata da un incidente ma che invece è stato ammazzato volutamente da uno degli scagnozzi di Graham, un certo Teller. 
Intenzionato a ricercare la verità sulla sua morte, e nonostante un primo periodo di attriti tra i due, per lo più mossi dagli istinti razzisti di Moony, Stone convince Moony ad aiutarlo ad arrivare a Graham facendo leva sull'amore che Moony prova ancora per Crystal. Stone pensa infatti che Crystal possa sapere qualcosa sul motivo per cui è stato ammazzato. 
Grazie all'aiuto di Stone, Moony riesce a raggiungere telefonicamente Graham, fingendosi un uomo d’affari interessato a passare una notte con Crystal e riuscendo così a convincere Graham a combinare l’appuntamento.
Per rendere Moony presentabile all’appuntamento, Stone finanzia l’acquisto di un'auto sportiva (una Mercedes coupé) e di vestiti di classe fatti su misura, facendo ricorso ai soldi che lo stesso Stone aveva nascosto nel bowling che gestiva assieme al fratello Archimedes parallelamente all’attività di avvocato. 
Sempre più insospettito dai movimenti insoliti di Moony, e convinto che stia facendo qualcosa di illegale, il capitano Wendt chiede a Harry di continuare a pedinarlo, sperando di trovare la scusa adatta per poterlo cacciare definitivamente dalla polizia.
La sera dell’appuntamento, Crystal e Moony si trovano inizialmente a cena seduti in un ristorante di lusso che era solito frequentare anche Stone. Presente anch’egli al tavolo, insiste perché Moony chieda a Crystal quello che lei potesse sapere circa la notte della sua morte di Stone. Moony però, innamorato di Crystal e felice per essere seduto lì con lei, vuole passare una serata tranquilla con Crystal senza essere disturbato da Stone, e chiede a quest’ultimo di lasciarlo solo, con la promessa che entro la fine della serata avrebbe chiesto a Crystal della sera della sua morte.
Tornato al tavolo, Moony, evidentemente a disagio in un ristorante di lusso, chiede Crystal dove le piacerebbe andare a mangiare, e i due si ritrovano a mangiare hot dog in una più semplice e tutt'altro che altolocata sala biliardo frequentata spesso da Moony. Al termine della cena, i due si ritrovano in una stanza del Beverly Palms hotel di Beverly Hills a fare l’amore, sentendosi entrambi ancora innamorati l’uno dell’altro.
Quando la serata è ormai giunta al termine e Crystal sta per andare via, Stone riappare e rimprovera Moony di non essere stato ai patti e di non aver chiesto nulla a Crystal dell’incidente. Esortato da Stone, Moony chiede a Crystal se sapesse qualcosa circa la morte di Stone. A questa richiesta, Crystal, convintasi che la serata era solo un pretesto per indagare sulla morte di Stone, risponde indispettita e scappa via di corsa dall’hotel inseguita da Moony, che viene però fermato appena fuori l'albergo dal suo collega Harry e da una pattuglia.
Nuovamente sospeso, quasi prossimo ad essere cacciato dalla polizia dal suo capitano, e senza più idee su come fare per ritrovare Crystal, Moony si ricorda del rullino che Crystal le aveva dato la sera dell’incidente di Stone e fa sviluppare le foto, scoprendo così gli scatti che ritraevano le due prostitute insieme al senatore Marquand e intuendo che la causa del decesso fosse legata all'uso di cocaina.
Grazie agli indizi scoperti nelle foto, e a delle multe pregresse prese da Crystal per eccesso di velocità, Moony e Stone rintracciano Crystal su una delle spiagge della zona di Malibù. Crystal , vedendo Moony, inizialmente scappa via esortandolo ad andarsene, ma non appena le rivela di aver sviluppato il rullino e di aver scoperto le foto di Marquand, lei lo rimprovera per averlo fatto, confermando anche i sospetti di Moony sulla vera causa di morte di Marquand e che Stone fu ammazzato da Graham perché aveva paura che Crystal gli parlasse di quanto successo quella sera.
Deciso a tirare fuori Crystal da quella vita e a farla sganciare dai criminali per i quali lavorava, e a far avviare indagini sulla morte del senatore, Crystal cerca di allontanare di nuovo Moony, pregandolo di non raccontare nulla delle foto e della morte di Marquand. Ma è a questo punto che Crystal, vista l'insistenza di Moony, gli mostra il proprio figlio avuto da Stone e nato diversi mesi dopo che questi era stato assassinato: il timore di Crystal, qualora qualcuno avesse saputo delle foto o della reale morte del senatore Marquand, era infatti quello di venire uccisa lasciando così orfano il figlio anche della madre.
Stone, che non era mai stato messo al corrente da Crystal di essere incinta di lui, rimane senza parole avendo scoperto di essere padre, e chiede a Moony di prendere in braccio il figlio non potendolo toccare, che al contrario cede alle richieste di Crystal andandosene.
Mentre si trova in macchina, Moony ha l’ennesimo alterco con Stone, che sfocia in una furibonda lite ai margini della strada a colpi di offese a sfondo razzista, durante la quale Moony si accascia a terra a causa di una forma di rigetto del trapianto di cuore subito.
Una volta in ospedale, Moony viene a sapere di essere stato cercato da Crystal, e ascoltando il messaggio lasciato nella sua segreteria telefonica da quest’ultima, scopre che Graham ha ormai scoperto dell’esistenza delle fotografie e del referto d’autopsia tirato fuori dall’archivio della polizia. Forzata da Graham, Crystal chiede a Moony di portare le fotografie entro la sera stessa alla spiaggia di Malibù, facendogli capire che diversamente lei e Peisha verranno ammazzate.
Non riuscendo ad ottenere l’aiuto di nessuno dei suoi colleghi né del suo capo, Moony scappa dall'ospedale con l'aiuto di Stone e torna alla spiaggia di Malibù, deciso a liberare Crystal e il bambino di Stone, pur sapendo perfettamente che Graham avrebbe comunque tentato di ucciderlo. Entrato nella casa diroccata dove si trova Crystal con il bambino assieme a Graham e ai suoi gorilla, Moony ingaggia un conflitto a fuoco venendo ferito di striscio da Graham. Fatti fuori gli scagnozzi di Graham, Moony mette in salvo Crystal e il bambino facendoli scendere da una finestra. Moony, dolorante per il colpo di pistola preso, è anche lui ormai quasi in salvo. Graham da lontano gli punta la pistola per ammazzarlo, ma lo squillo del suo telefono cellulare lo fa scoprire, permettendo così a Moony di sparare per primo, salvando Crystal, il bambino e sé stesso.
Diventato ispettore grazie al successo dell'operazione operazione, Crystal e Moony si sposano, e Moony adotterà il bambino di Stone, ponendo così fine alla sua indole razzista e avendo sempre il fantasma di Stone al suo fianco come amico.